# Drypetes diopa
Drypetes diopa là một loài thực vật có hoa trong họ Putranjivaceae. Loài này được (Hiern) Brenan mô tả khoa học đầu tiên năm 1953.